# Abschiedswalzer (Operette)
Abschiedswalzer ist eine Operette in zwei Akten (vier Bildern) von Ludwig Schmidseder. Hubert Marischka und Rudolf Österreicher verfassten das Libretto. Das Werk erlebte seine Uraufführung am 8. September 1949  im Wiener Bürgertheater.

## Handlung
Die Operette spielt in Ungarn und Wien in der Mitte des 19. Jahrhunderts.
Am Hof in Szómary bereitet Frau Ilonka das Hochzeitsfest für Ferry Kornegg und ihre Thussy vor, deren Verlobung sie arrangiert hatte. Bald stellt sich jedoch heraus, dass Ferry bereits mit der Tochter des Malers Waldmüller, Anita, verlobt ist, aber, mit ihr zerstritten, sich mit Thussy verlobt hat. Anita habe er auch schon einen aufklärenden Brief geschrieben. Währenddessen erhält er einen Brief von Anita, in dem steht, dass sie zu ihm kommen will. Um den Besuch zu verhindern, reist Ferry unter Vorspiegelung einer dienstlichen Angelegenheit nach Wien ab und lässt Thussy mit seinem Vetter Laczi zurück.
In Wien in Waldmüllers Atelier bereitet Anita ihre Abreise zu Ferry vor. Doch da kommt ihr Vater von einer längeren Italien-Reise wider Erwarten schon zurück. Er hat auch schon ein Bild für Anitas Hochzeit gemalt, die später berühmt gewordene „Hochzeit in Petersdorf“. Zu beider Überraschung kommt plötzlich Ferry. Dieser merkt, dass sie seinen Brief gar nicht erhalten hat. Er hatte ihn irrtümlich verwechselt. Vater Waldmüller wusste aber trotzdem vom Heiratsplan mit Thussy, da er in Rom zufällig die Hochzeitseinladung in die Hände bekommen hat. Auch Anita entdeckt diese bald auf dem Tisch, lädt Ferry aber trotzdem zu einem Glas Champagner ein. Ferry glaubt, sie gebe ihn frei, doch als dieser das Haus verlassen will, sind alle Türen versperrt. Anita und Vater Waldmüller lassen ihn nicht gehen, daher kann Ferry nicht nach Szómary zurückfahren.
In Szómary feierten die Gäste ohne Bräutigam. Nur Frau Ilonka und Thussy sind verwundert über Ferrys Abwesenheit. Letztere sucht Trost bei Laczi. Plötzlich taucht Waldmüller auf und erklärt, dass aus der Hochzeit Thussys mit Ferry nichts werde, was Ilonka verstimmt. Sie versucht, Anita mit Geld abzufinden und Waldmüller dazu zu bringen, dass er im Namen seiner Tochter auf Ferry verzichtet. Waldmüller empört, diktiert nun Laczi eine völlig gegenteilige Erklärung. Dabei bemerkt er, wie sich Laczi darüber freut, und erfährt, dass Laczi und Thussy sich gernhaben und am liebsten miteinander durchbrennen würden, aber ihnen das Geld dazu fehlt. Da diktiert Waldmüller zum Schein doch eine Verzichtserklärung im Sinne Ilonkas, lässt sich 1000 Gulden aushändigen und gibt sie den beiden Verliebten, die sich auch gleich davonmachen.
Wieder in Wien, findet Waldmüller Ferry immer noch eingesperrt vor. Da öffnet ihm endlich Anita die Tür, doch jetzt will er gar nicht mehr fort. Es ist ihm klargeworden, dass er doch zu Anita gehört. Dann kommt plötzlich ein Polizist, der nach der Herkunft des 1000-Gulden-Scheins forscht, denn Ilonka hat die beiden Flüchtigen suchen lassen und diese haben bei der Verhaftung angegeben, der Schein stamme von Waldmüller. So erfahren auch Anita und Ferry, was derweil in Szómary vorgegangen ist. Anita ist glücklich, dass Ferry wieder frei ist, will ihn aber noch ein wenig zappeln lassen. Doch Waldmüller sperrt die beiden nun ein, bis ihr Bund besiegelt sei – mit Erfolg. Als lebendes Bild sieht man nun Waldmüllers „Hochzeit in Petersdorf“ mit Anita und Ferry als Brautleute. Schließlich kommen auch die Leute aus Szómary dazu und alles endet in Fröhlichkeit. Waldmüller lässt durch den Polizisten Ilonka die „erschlichenen“ 1000 Gulden zurückgeben.

## Musik
Schmidseders Musik enthält viele charmante Melodien inklusive moderner Rhythmen und Farben. Sie besticht durch naturhafte Frische, liebenswürdigen Humor und Grazie. Ein besonderer Reiz liegt auch in der effektvollen Kontrastierung des Ungarischen und des Wienerischen. Die musikalischen Höhepunkte sind:
- Der Herrgott, der hat das sehr weise gemacht (Lied)
- Tanz mit mir einen Walzer (Walzer)
- Ich bin halt stolz auf meine Tochter (Foxtrott)
- Manchmal kommt es über einen (Foxtrott)

Die Operette Abschiedswalzer wurde in Wien über 400 Mal aufgeführt.
Darsteller der Wiener Uraufführung waren u. a. Waltraut Haas und Peter Alexander.

## Tonträger
- LP: Potpourri aus der Operette „Abschiedswalzer“, Elite Special 17029 (Harmona-Serie), mit Waltraut Haas u. a.; Orchester des Wiener Bürgertheaters unter der Leitung des Komponisten Ludwig Schmidseder.